# Amsterdam (Nueva York)
Amsterdam es una ciudad ubicada en el condado de Montgomery, en el estado estadounidense de Nueva York. Según el censo del año 2000 tenía una población de 18 355 habitantes y una densidad poblacional de 1192 personas por km². Es el lugar de nacimiento del actor Kirk Douglas (1916-2020).

## Geografía
Amsterdam se encuentra ubicada en las coordenadas 42°56′36″N 74°11′25″O / 42.94333, -74.19028. Según la Oficina del Censo, la ciudad tiene un área total de 16.3 km² (4.8 sq mi), de la cual 15.4 km² (5.9 sq mi) es tierra y 0.9 km² (0.3 sq mi) es agua.

## Demografía
Según el censo del año 2000, los ingresos medios por hogar en la localidad eran de $27 517 y los ingresos medios por familia eran $37 169. Los hombres tenían unos ingresos medios de $31 397 frente a los $23 681 para las mujeres. La renta per cápita para la localidad era de $16 680. Alrededor del 12.4% de las familias y del 16.3% de la población estaban por debajo del umbral de pobreza.